# Karl Patzelt
Karl Patzelt (1893 – 1918. május 4.) katona, a Császári és Királyi Légierő pilótája, az  első világháborúban 5 igazolt légi győzelmet szerzett, így ászpilóta címet nyert. Szolgálatát számos kitüntetéssel és a német Vaskeresztel jutalmazták.

## Élete
Karl 1893-ban született. Születési helye bizonytalan, a nyilvántartás szerint a romániai Craiovában látta meg a napvilágot, míg állandó lakóhelye a csehországi Mladá Boleslav volt. Még az első világháború kitörése előtt belépett a hadseregbe, 1914 augusztusában már hadnagyként harcolt az orosz fronton, a 22. vadászezred kötelékében. Részt vett a sikeres komarówi ütközetben, majd az év végén az általános visszavonulás során súlyos sérüléseket szenvedett. Kórházi ápolása után harcolt a Kárpátokban és 1915. március 23-án főhadnagyi kinevezést kapott. 1915. május elején részt vett a sikeres gorlicei áttörésben. 1915 nyarán betegség miatt egészsége megromlott és visszavonták a hátországba, ahol kiképzőtiszként szolgált. 1916 tavaszán visszakerült az orosz frontra és a Bruszilov-offenzíva során ismét megsebesült és hosszabb időre kórházba került.
1916-ban kérte a Légjárócsapatokhoz való áthelyezését. Bécsújhelyen elvégezte a műszaki tiszti tanfolyamot, majd a kézdivásárhelyi bázisú 29. repülőszázadhoz irányították. Beosztása ellenére megfigyelőtiszti feladatokat is végzett. 1917. február 5-én Kománfalva térségében Andreas Dombrowski pilóta társaságában lelőttek egy ellenséges Nieuport vadászt. Áprilisban megkapta a tábori megfigyelői jelvényt. Június 21-én, szintén Dombrowski társaságában Coțofănești mellett egy újabb Nieuportot kényszerített földre.
Patzelt eközben elkezdett pilótaleckéket venni, amit akkor sem hagyott abba, amikor 1917 őszén átvezényelték az olasz frontra, a 34. repülőszázadhoz. Részt vett a sikeres 12. isonzói csatában (október 24.-november 7.), azután már pilótai minősítéssel átkerült Motta di Livenzába, a 42. vadászrepülő-századhoz. 1917. november 23-án San Dona di Piave körzetében lelőtt egy Sopwith repülőt, hat nappal később pedig egy SAML felderítőgépet kényszerített földre osztrák-magyar területen. Decemberben összesen 40 bevetést hajtott végre és 29-én megszerezte ötödik légi győzelmét is egy olasz hidroplán kilövésével Piave Vecchia mellett.
1918 februárjában Patzeltet nevezték ki az akkor létrehozott 68. vadászrepülő-század parancsnokává. A század április végén San Fior di Sopra repülőterére költözött. Május 4-én Patzelt egy Albatros D.III vadászokból álló köteléket vezetett Vidor térségében és egy nagy létszámú brit csapattal futottak össze. A harc során három osztrák-magyar gép veszett oda, köztük Patzelté is, akit a kanadai Gerald Birks ászpilóta lőtt le. Holttestét nem találták meg, ezért sokáig eltűntként tartották nyilván, de soha nem került elő.    

## Kitüntetései
- Vaskoronarend III. osztály a hadidíszítménnyel és kardokkal
- Katonai Érdemkereszt III. osztály hadidíszítménnyel és kardokkal
- Ezüst Katonai Érdemérem hadiszalagon, kardokkal
- Bronz Katonai Érdemérem hadiszalagon, kardokkal
- 1912-1913 évi Emlékkereszt
- Vaskereszt II. osztály

## Győzelmei
| Dátum              | Egység           | Ellenfél       | Repülőgép             |
| ------------------ | ---------------- | -------------- | --------------------- |
| 1917. február 5.   | 29. repülőszázad | Nieuport Scout | Hansa-Brandenburg C.I |
| 1917. június 21.   | 29. repülőszázad | Nieuport Scout | Hansa-Brandenburg C.I |
| 1917. november 23. | 42. vadászszázad | Sopwith        | Hansa-Brandenburg C.I |
| 1917. november 29. | 42. vadászszázad | SAML           | Hansa-Brandenburg C.I |
| 1917. december 29. | 42. vadászszázad | Seaplane       | Hansa-Brandenburg C.I |